# Gaius Antistius Vetus (Konsul 96)
Gaius Antistius Vetus war ein römischer Senator des späten 1. Jahrhunderts n. Chr. und möglicherweise Sohn des gleichnamigen Konsuls aus dem Jahr 50. Im Jahr 96 war er zusammen mit Gaius Manlius Valens ordentlicher Konsul.